# Russ Dantzler
Russ Dantzler (Ainsworth (Nebraska), 5 december 1951) is een Amerikaanse muziekproducent en -manager en jazzauteur.
Hij is lid van organisaties als de Jazz Journalists Association, de National Jazz Service en de Duke Ellington Society.

## Carrière
Dantzler werkte na zijn studie economie aan de University of Nebraska als manager en producent van hot jazzbands, in 1980 werd dat zijn voornaamste bezigheid en verhuisde hij naar New York. Hij werkte hier onder meer voor Claude „Fiddler“ Williams, Earl May, Red Richards, Benny Waters, Al Grey, The Duke's Men van Arthur Baron, Carrie Smith, Bross Townsend, Norris Turney, Ken Peplowski en Bill Doggett. Daarnaast was hij adviseur voor het Smithsonian Oral History Department en de Jazz Foundation of America. Dantzler produceerde meerdere albums van Claude Williams (zoals Live at J's uit 1993 en Swingtime in New York uit 1995, met onder meer Roland Hanna en Bill Easley). Hij was columnist voor tijdschriften als Jazz Ambassadors Magazine en, vanaf 1993, Scrapple from the Apple.